# Lungulețu
Lungulețu é uma comuna romena localizada no distrito de Dâmbovița, na região de Muntênia. A comuna possui uma área de 33.45 km² e sua população era de 5773 habitantes segundo o censo de 2007.